# Ichneumon eumerus
Ichneumon eumerus es una especie de insecto del género Ichneumon de la familia Ichneumonidae del orden Hymenoptera.
 Fue descrita en el año 1857 por Wesmael.

## Ciclo vital
La especie huésped de I. eumerus es la mariposa  Phengaris rebeli, cuya larva engaña a las hormigas de la especie Myrmica schencki para que la lleven al hormiguero, creyendo que es una larva de hormiga. La mariposa adulta deposita los huevos cerca de un hormiguero y el olor las engaña. Las hormigas alimentan y protegen a estas larvas. A su vez la avispa parasita a las larvas de la mariposa. La especie puede estar en peligro de extinción, lo cual a su vez pone a la avispa también en peligro.